# Kernel vanilla
Nell'ambito dello sviluppo del kernel Linux, il kernel vanilla è il kernel ufficialmente distribuito da Linus Torvalds e dai progettisti Linux, senza alcuna patch aggiuntiva.
I sorgenti del kernel sono liberamente disponibili per il download da https://kernel.org/, dove è possibile scaricare la versione stabile (testata e ufficialmente supportata), le release candidate e le beta (versioni ancora sperimentali e dedicate perlopiù agli sviluppatori) e le patch che consentono l'aggiornamento dei sorgenti da una versione all'altra del kernel.
Le distribuzioni Linux hanno facoltà di adottare un kernel vanilla, o di apportarvi delle modifiche, solitamente allo scopo di aggiungere funzionalità, o il supporto per determinato hardware.
Le uniche distro Linux ancora basate su un kernel vanilla con pochissime modifiche sono Slackware e Arch Linux .
Anche Gentoo Linux permette l'utilizzo dei kernel ufficiali, sebbene siano marcati come "unsupported".
La maggior parte delle altre distribuzioni usano un kernel generalmente patchato in base alle esigenze della distro stessa.